# Salón Citlalli
Salón Citlalli, sedan 2018 även Centro de Alto Rendimento The Crash är en inomhusarena i Ecatepec de Morelos i delstaten Mexiko i Mexiko. Den ligger i Mexico Citys storstadsområde och närmsta metrostation är Márquiz. Lucha libre har arrangerats i arenan sedan 2011.

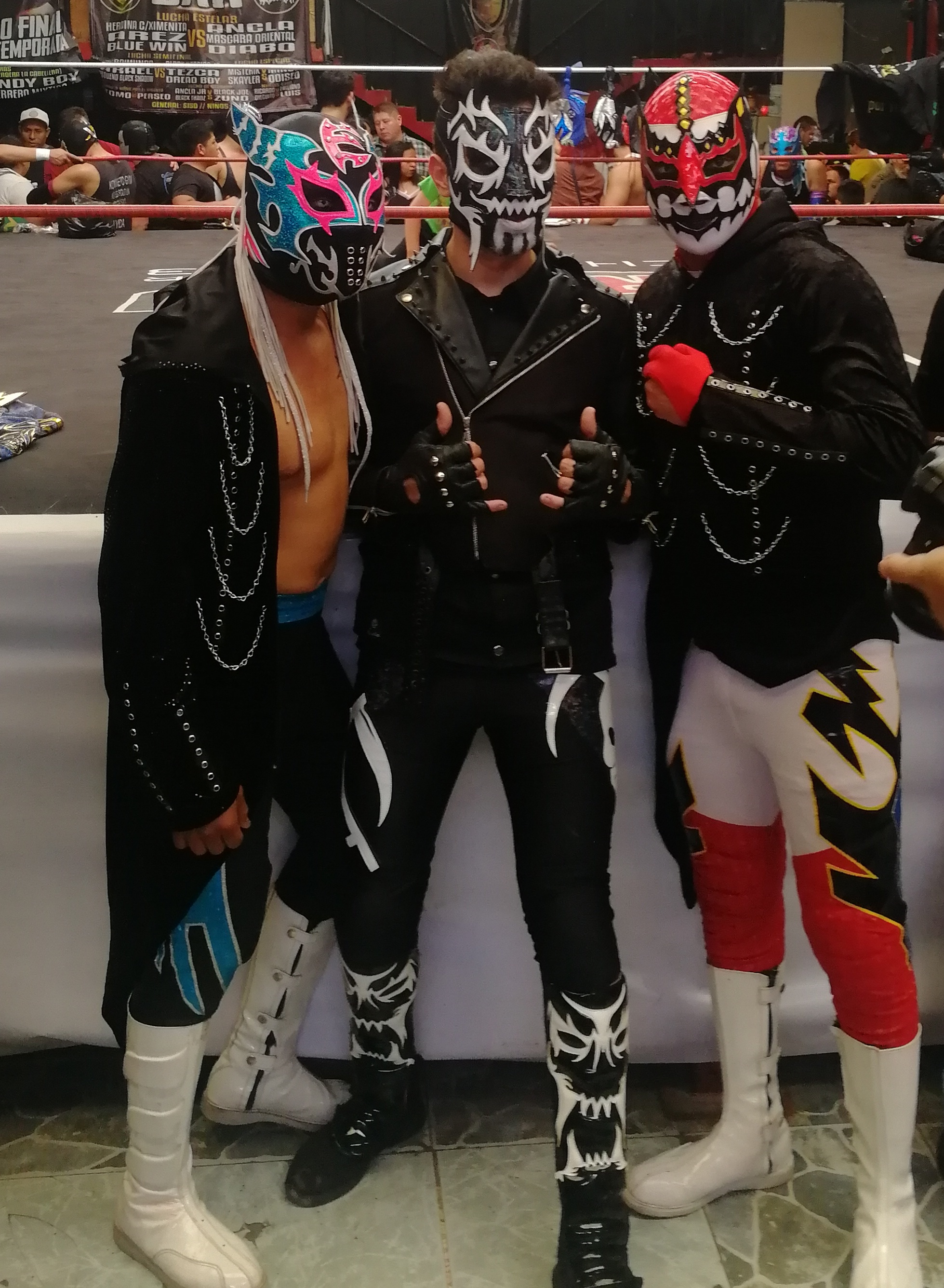
Luchadores utanför ringen i Salón Citlali, mars 2020.

Arenan har under 2010-talet stått värd för ett flertal stora evenemang. Tidigare användes arenan även till andra evenemang, men köptes 2018 av förbundet The Crash Lucha Libre som döpte om arenan till Centro de Alto Rendimento The Crash. Kommunen och karttjänster använder dock fortfarande namnet Salón Citlalli. Den nya administrationen driver en fribrottningsskola i arenan samt arrangerar evenemang flitigt. De hyr även ut arenan till andra oberoende arrangörer som IAW (Indy Army Wrestling) och XMW (Xtreme Mexican Wrestling).